# Min and Bill
Min & Bill es una película estadounidense estrenada en 1930, de comedia dramática protagonizada por Marie Dressler y Wallace Beery. Estuvo dirigida por George W. Hill. Dressler ganó el Oscar a la mejor actriz en 1931 por su actuación en esta película.

## Sinopsis
Mins es la propietaria de un hotel costero donde vive Bill, el capitán de un barco costero. También vive y trabaja en el hotel Nancy, una joven que Min recogió años atrás cuando era una niña abandonada.

## Reparto
- Marie Dressler como Min Divot.
- Wallace Beery como Bill.
- Dorothy Jordan como Nancy Smith.
- Marjorie Rambeau como Bella Pringle.
- Donald Dillaway como Dick Cameron.
- DeWitt Jennings como Mr Groot.
- Russell Hopton como Alec Johnson.
- Frank McGlynn, Sr. como Mr Southard.

## Recepción
La película tuvo una ganancia total de $731,000.